# Doris Nauer
Doris Nauer (* 17. Februar 1962 in Coburg) ist eine deutsche, römisch-katholische Theologin.

## Leben
Nauer studierte Medizin und Katholische Theologie an der Otto-Friedrich-Universität Bamberg, in Berlin und an der Friedrich-Alexander-Universität Erlangen-Nürnberg. Sie hat in beiden Fächern promoviert und ist als Theologin habilitiert. Von 2003 bis 2007 war Nauer Professorin für Praktische Theologie an der Universität Tilburg. Nauer ist seit 2007 Professorin für Praktische Theologie und Diakonische Pastoral an der Philosophisch-Theologischen Hochschule Vallendar. Nauer ist verheiratet.

## Werke (Auswahl)
- Postmoderne Psychiatrie? Reflexionen zur Psychiatrie der Zukunft aus vergangener und gegenwärtiger Perspektive, Erlangen 1998
- Kirchliche Seelsorgerinnen und Seelsorger im Psychiatrischen Krankenhaus? Kritische Reflexionen zu Theorie, Praxis und Methodik von KrankenhausseelsorgerInnen aus pastoraltheologischer Perspektive mit organisationspsychologischem Schwerpunkt, LIT-Verlag, Münster, Hamburg, London 1999
- Seelsorgekonzepte im Widerstreit. Ein Kompendium (= Praktische Theologie heute, Band 55), Stuttgart, Berlin, Köln 2001, ISBN 3-17-017115-1.
- Religious leadership and christian identity, (gemeinschaftlich mit Rein Nauta, Henk Witte), LIT, Münster 2004
- Seelsorge. Sorge um die Seele, Kohlhammer, Stuttgart 2007
- Seelsorge in der Caritas. Spirituelle Enklave oder Qualitätsplus?  Lambertus, Freiburg im Breisgau 2007
- Die Seele der St. Elisabeth-Stiftung. Seelsorgekonzept., St. Elisabeth-Stiftung, Bad Waldsee 2012
- Spiritual Care statt Seelsorge, Kohlhammer, Stuttgart 2015
- Seelsorge, Sorge um die Seele, 3. überarbeitete und erweiterte Auflage, Kohlhammer, Stuttgart 2015
- Gott – Woran glauben Christen, Kohlhammer, Stuttgart 2017
- Mensch – Christliches Menschenbild heute? Kohlhammer, Stuttgart 2018